# Рудник Інгічке
Рудник Інгічке – колишній гірничодобувний майданчик в центральній частині Узбекистану.
Вольфрамове родовище Інгічке відкрили в 1941 році та одразу ввели в експлуатацію з метою задоволення потреб воєнної промисловості. Втім, є відомості, що на той час роботи носили обмежений характер і повноцінна розробка стартувала лише в 1957-му. В 1960-му можливості рудника наростили за рахунок другої черги.
Розробка велась підземним способом. Є відомості про існування тут не менше ніж двох шахт, одна з яких відома як «Північна». Видобута руда проходила подальшу підготовку на розташованій тут же збагачувальній фабриці, після чого вольфрамовий концентрат відправляли на розташований в Чирчику металургійний завод Узбецького комбінату тугоплавких та жаростійких металів.
В 1996-му через нерентабельність роботи рудник закрили.
У середині 2000-х оголосили про випуску вольфрамового концентрату шляхом переробки техногенних відходів рудника за проектом, яким мали опікуватись Навоїйський гірничо-металургійний комбінат та російський інвестор. Пробну партію руди відправили на Чирчикську збагачувальну фабрику, проте проект у підсумку не призвів до очікуваних матеріалів.
В 2014-му уряд Узбекистану відклав реалізацію іншого проекту, який передбачав відновлення підземних робіт з вилученням 300 тисяч тонн руди на рік та будівництвом нової збагачувальної фабрики.
В 2022-му оголосили про отримання першої продукції від переробки техногенних відходів рудника Інгічке. На цей раз проектом опікується Алмалицький гірничо-металургійний комбінат, а його річна потужність визначена як 100 тонн вольфраму від переробки 600 тисяч тонн породи.